# Metropolija Edmonton
Metropolija Edmonton je rimskokatoliška metropolija s sedežem v Edmontonu (Kanada); ustanovljena je bila leta 1912.
Metropolija zajema naslednje (nad)škofije:
- nadškofija Edmonton,
- škofija Calgary in
- škofija Saint Paul in Alberta.

## Metropoliti
- Emile Joseph Legal (30. november 1912-10. marec 1920)
- Henry Joseph O'Leary (7. september 1920-5. marec 1938)
- John Hugh MacDonald (5. marec 1938-11. avgust 1964)
- Anthony Jordan (11. avgust 1964-2. julij 1973)
- Joseph Neil MacNeil (2. julij 1973-7. junij 1999)
- Thomas Christopher Collins (7. junij 1999-danes)